# Malaxis lepidota
Malaxis lepidota là một loài thực vật có hoa trong họ Lan. Loài này được (Finet) Ames mô tả khoa học đầu tiên năm 1922.